# Pseudomesochra crispata
Pseudomesochra crispata är en kräftdjursart som först beskrevs av Brady 1910.  Pseudomesochra crispata ingår i släktet Pseudomesochra och familjen Pseudotachidiidae. Inga underarter finns listade i Catalogue of Life.